# アルナーチャル・プラデーシュ州
座標: 北緯27度04分 東経93度22分 / 北緯27.06度 東経93.37度
アルナーチャル・プラデーシュ州（アルナーチャル・プラデーシュしゅう、英語: Arunachal Pradesh）は、北東インドに位置するインドの州の一つ。主にヒマラヤ山脈東部の中国、インドの国境紛争地帯において、インドが実効支配している領域に設置されている。

## 地理
ほぼ北海道の面積に等しい。南はアッサム州、東はミャンマー、北は中華人民共和国（チベット自治区）、西はブータンと接する。現在中華人民共和国政府はこの州の大半の領有を主張して蔵南地区と呼んでおり、名目上、チベット自治区ロカ市のツォナ・ゾン（錯那県）、ルンツェ・ゾン（隆子県）、ニンティ市のメトク・ゾン（墨脱県）、ザユル・ゾン（察隅県）などの各ゾンに分割して帰属させている。

## 経済
アルナーチャル・プラデーシュ州の州内総生産は、2020年時点で40.9億ドルであり、インド全体で30番目である。おもに農業が経済を牽引している。現地語で焼畑を意味するJhumは、部族集団の間で広く行われているが、近年は他の収入源が徐々に増えているため、以前ほど盛んではない。州内には61,000平方キロメートル (㎢) 近い森林があり、林業も盛んである。州内で栽培されている作物には、米、トウモロコシ、キビ、小麦、豆類、サトウキビ、ショウガ、油糧種子などがある。州の気候は園芸や果樹園にも適している。主な産業は、精米、果物の保存および加工、手織り手工芸品である。製材と合板の取引は法律で禁止されているが、州内には多くの製材所がある。
アルナーチャル・プラデーシュ州は、インド内でも大きな水力発電ポテンシャルを秘めた州である。2008年にアルナーチャル・プラデーシュ州政府は、27,000メガワット (MW) を超える電力を生み出すとされる42の水力発電計画をもつ複数企業と多数の覚書を交わした。2009年4月に、10,000 - 12,000MWの発電量が見込まれるアッパーシアン水力発電プロジェクトの建設が始まった。

## 地方行政区分

アルナーチャル・プラデーシュ州の行政区分

- アンジョー県 (Anjaw District)
- チャンラン県（英語版） (Changlang District)
- 東カメン県（英語版） (East Kameng)
- 東シアン県（英語版） (East Siang)
- クルン・クマイ県（英語版） (Kurung Kumey)
- ローヒト県（英語版） (Lohit District)
- 低ディバン谷県（英語版） (Lower Dibang Valley)
- 低スバンシリ県（英語版） (Lower Subansiri)
- パプム・パレ県（英語版） (Papum Pare) - 州都イーターナガルの所在地
- タワン県 (Tawang District)
- ティラプ県（英語版） (Tirap District)
- 上ディバン谷県（英語版） (Upper Dibang Valley)
- 上スバンシリ県（英語版） (Upper Subansiri)
- 上シアン県（英語版） (Upper Siang)
- 西カメン県（英語版） (West Kameng)
- 西シアン県（英語版） (West Siang)

## 歴史
この州が位置する地方がインドの管轄下となり、中国との国境紛争地帯となった発端は、1910年代半ばに開催されたシムラ会議と、ここで提示されたシムラ協定にさかのぼる。

### シムラ会議の背景とシムラ協定

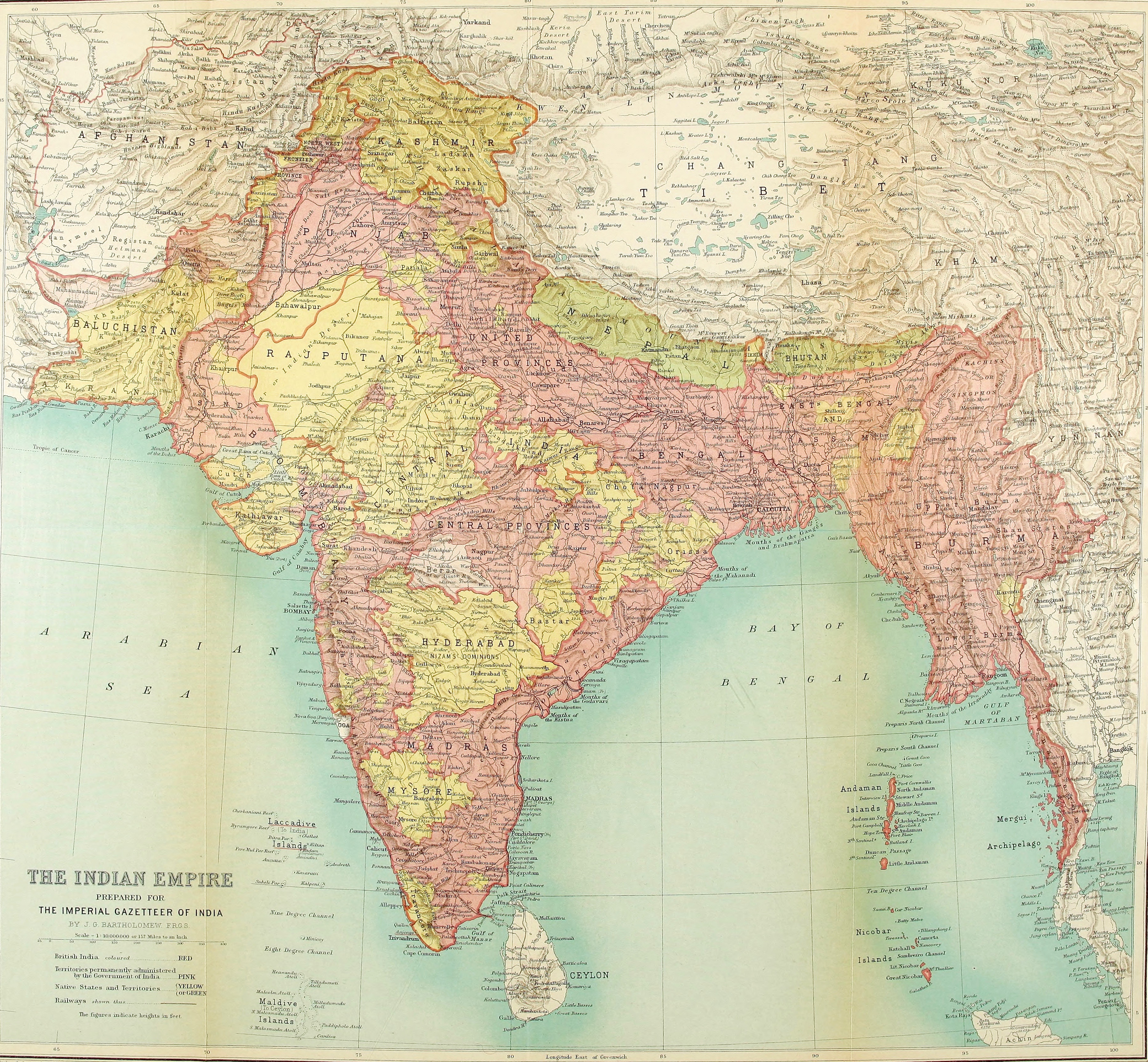
1922年の国境線

辛亥革命によって同君連合としての政体で君臨していた清朝が滅亡して遺領の再編が問題になった際に、チベットとモンゴルの民族政権は、「文殊皇帝」（＝清朝の皇帝）が退陣した結果その支配下にあった中国、チベット、モンゴルなどの諸国はそれぞれ対等な別個の国家となった、とする立場を採り、チベット、モンゴルの二国がそれぞれ独立国家として国際承認を受けることを目指して国際社会への働きかけに着手した。漢人共和主義者らは、自分たちがつくる共和国を単に漢人の土地のみを国土とする漢人国家とはせず、清朝に臣属していた諸民族の分布領域を枠組とする中国を設定し、自身の共和政権をその「中国」の「中央政府」と位置づける立場を採り、チベット、モンゴルの民族政権の服属を目指してそれぞれと戦火を交えた。この紛争を調停するべく、モンゴルはロシア、チベットはイギリス、それぞれが後ろ盾となり、シムラ会議（1913年 - 1914年）、キャフタ会議（1915年5月15日）が開催された。
この二つの会議で「チベットとモンゴルをそれぞれ独立国家として承認しない」「両政権は中華民国の宗主権下で完全な内政自治を行使するにとどめる」「チベットの青海と西康部分、モンゴルの内蒙古部分、それぞれを中国政府の統治下に置く」「両民族政権は、それぞれの国土の中核部分である、チベットは西蔵部分、モンゴルは外蒙古部分だけを管轄する」などを骨子とする協定案が、まとめられた。
1911年に辛亥革命を経て清朝の主権が弱体化したことを契機としてモンゴルで独立運動が高揚し、モンゴルのハルハ地方（外蒙古）の諸王公はロシア帝国の力を頼って清からの独立を決意し、1912年に新たにモンゴル国（ボグド・ハーン政権）が成立した。
1913年 - 1914年のシムラ会議では、ガンデンポタン（＝チベット政府）が内政自治権を行使する領域の境界について合意が成らず、シムラ条約の批准（1914年）はイギリス、チベットの2者のみの参加にとどまった。チベットと中国（北京政府）の紛争を調停したシムラ会議で、イギリスの全権をつとめたマクマホン卿は英領インドのアッサム地方とチベットとの境界をチベット側に受諾させた。これがマクマホンラインである。以後もチベットと中国との間は、しばしば戦火を交える緊張状態が続く。
1915年のキャフタ会議では、中国（北京政府）、ロシア帝国、モンゴル国（ボグド・ハーン政権）がキャフタ協定を調印、批准して、以後この協定にもとづく安定した関係が築かれた。

### マクマホンラインに対する中国の対応と中印国境紛争
マクマホンラインはチベット系住民の分布領域の境界より相当北方に位置するヒマラヤの嶺線付近に引かれた実効支配線である。このことから、チベットを中国の一部分だと主張する中華民国の歴代政権、中華人民共和国政府ともにこのラインを中国とインドとの国境として承認することを拒否し、1959 - 1960年にかけてインドと中華人民共和国政府の間で武力衝突が勃発した。第一次中印国境紛争に詳述がある。この紛争では東西の紛争地帯でいずれも中国軍がインド軍を圧倒し、中国は西部紛争地域（アクサイチン地区）で自身が主張する領域に実効支配を確立する一方、東部紛争地域で一時的には全域を確保しながら、一方的にマクマホンライン以北へ撤兵した。

### アルナーチャル・プラデーシュ州の成立
インドは1954年以来、この地方を東北辺境地区として管理してきたが、中国との武力衝突以後、この地域に対する実効支配をより強固にする政策を取ってきた。インフラの整備につとめ、学校教育もヒンディー語に加えて英語も重要な科目と位置づけた。1987年にこの地にアルナーチャル・プラデーシュ州を設け、現在に至る。習近平政権は中国固有の領土と主張して、蔵南地区（南チベット地区）に変えた。